# 高須治輔
高須治輔（治助）（たかす じすけ、安政6年11月23日（1859年12月16日） - 明治42年（1909年）3月）は、明治期の官吏、通訳、ロシア語翻訳家。

## 経歴
秋田藩江戸詰め富岡英之助の次男として江戸に生まれ、明治6年（1873年）蘭医高須保の養子となる。号は五湖。東京外国語学校ロシヤ語科に入るが明治13年（1880年）中退。海軍省、陸軍に務めるかたわら、ロシア語の翻訳に従事。プーシキン『大尉の娘』を明治24年（1891年）『花心蝶思録』として翻訳、ロシア文学翻訳のさきがけとなった。

## 編著
- 『露和袖珍会話』編 愛国館 1891
- 『露和袖珍字彙』編 丸善 1896
- 『速成日露会話独習』高須治輔 (五湖) 前川文栄閣 1905
- 『満洲西比利亜地理唱歌』小山本元子曲 共益商社 1905

### 翻訳
- プシキン『花心蝶思録 露国奇聞』高須治助訳 法木書屋 1883
- ジュールス・ヴェルネー『地底旅行 拍案驚奇』三木愛華 (貞一),高須治助訳 九春堂 1885
- テレンチエフ『中央亜細亜露英関係論』鳳文館 1885
- マホチーヌイ『馬術警策』九春堂 1885
- ワシリチコフ『独米英仏教育比較摘要』九春堂 1887
- ボブロフスキイ『初等教育学』金港堂 1890
- 『初等鉱物学』学令館 1891
- ペローフ『露国教育法』普及舎 1891
- 『真宗略解及本願寺殿堂の紀事』林虎之助 1899